# Хіде-Мару
Хіде-Мару (Hide Maru) — транспортне судно, яке під час Другої світової війни взяло участь у операціях японських збройних сил в архіпелазі Бісмарка та на Соломонових островах.

## Передвоєнна служба
Хіде-Мару спорудили в 1930 році на верфі Harima Zosensho у Айой на замовлення компанії Tochigi Shoji.
15 серпня 1941-го судно реквізували для потреб Імперського флоту Японії та призначили для використання в перевезеннях амуніції. З 23 серпня по 18 жовтня Хіде-Мару пройшло необхідну модернізацію на верфі Osaka Iron Works.

## Рейси у лютому— вересні 1942
Перші два місяці війни судно залишалось у Куре. 11 лютого воно вийшло звідси та здійснило рейс до Мако (важлива база японського ВМФ на Пескадорських островах у південній частині Тайванської протоки) та Давао (порт на філіппінському острові Мінданао). При повернені звідти до Куре судно 13 березня 1942-го було поцілене торпедою, котра, втім, не здетонувала.
22 квітня Хіде-Мару вирушило із Сасебо у другий рейс до Південно-Східної Азії та відвідало Кірун і Такао (наразі Цзілун і Гаосюн на Тайвані), а також побувало в Порт-Корбет на узбережжі північного В'єтнаму (чотири десятки кілометрів на північний схід від Хайфону). 5 червня судно прибуло в японський порт Моджі.
У наступні 4 місяці Хіде-Мару відвідало японські порти Вакамацу, Цуукумі, Йокогама, Куре, Кобе, Осака, побувало на Сайпані (Маріанські острови), Палау (важливий транспортний хаб на заході Каролінських островів), в Дайрені (наразі Далянь у Маньчжурії).

## Рейс до архіпелагу Бісмарка
2 жовтня 1942-го судно вийшло з Куре та 11 жовтня прибуло на атол Трук на сході Каролінських островів (ще до війни тут була створена потужна база ВМФ, з якої до лютого 1944-го провадились операції у цілому ряді архіпелагів). 13 жовтня воно рушило далі разом зі ще двома транспортами під охороною есмінця «Юзакі». На переході есмінець відділився та повів одне з суден до острова Бугенвіль (Соломонові острови), тоді як інші транспорти конвою прибули до Кавієнгу (друга за значенням японська база в архіпелазі Бісмарка на північному завершенні острова Нова Ірландія), звідки 15—17 жовтня в супроводі тральщика W-22 здійснили перехід до Рабаулу — головної передової бази японців у архіпелазі Бісмарка, з якої провадились операції на Соломонових островах та сході Нової Гвінеї.
4—5 листопада Хіде-Мару також перейшло до Бугенвілю в порт Бука, де перебувало майже місяць, допоки 1—2 грудня не повернулось до Рабаулу (в цей період тривала багатомісячна битва за Гуадалканал, і захищені островами акваторії біля північного та південного завершень острова Бугенвіль активно використовувались японськими кораблями).
7 грудня 1942-го Хіде-Мару вийшло з Рабаулу та 14 грудня досягло Палау, а на початку січня 1943-го прибуло до Йокогами.

## Рейс на Маршаллові острови
21 січня 1943-го судно вийшло з Йокосуки до Маршаллових островів, де воно відвідало атоли Малоелап, Мілі, Джалуїт, Еміджі, Кваджелейн. 11 березня Хіде-Мару вийшло з останнього та 21 березня повернулось до Японії в порт Йокогама.

## Другий рейс до архіпелагу Бісмарка
8 квітня 1943-го судно вийшло з Йокогами у складі конвою № 3408 та 18 квітня прибуло на атол Трук. 21—25 квітня воно разом із дещо переформованим конвоєм пройшло до Рабаулу.
Розвантажившись у Рабаулі та прийнявши на борт порожні бочки, брухт і 98 пасажирів, Хіде-Мару 8 червня вийшло у рейс на Трук у складі конвою № 2082. Невдовзі після опівночі 11 червня в районі за п'ять сотень кілометрів на південь від Трука підводний човен Silversides випустив із надводного положення 4 торпеди по Хіде-Мару, три з яких (за спостереженнями капітана субмарини) влучили в ціль. Корабель ескорту попрямував до Silversides, проте витратив час на ухилення випущеної по ньому торпеди і човен встиг зануритись. Проведена далі контратака глибинними бомбами виявилась безрезультатною.
Через чотири з половиною години після торпедування Хіде-Мару затонуло, загинув один член екіпажу.